# Saint-Crépin-de-Richemont
Pour les articles homonymes, voir Saint-Crépin.
Saint-Crépin-de-Richemont est une ancienne commune française située dans le département de la Dordogne, en région Nouvelle-Aquitaine.
Elle est intégrée au Parc naturel régional Périgord-Limousin.
Au 1er janvier 2019, elle est intégrée à la commune nouvelle (élargie) de Brantôme en Périgord en tant que commune déléguée.

## Géographie

### Généralités

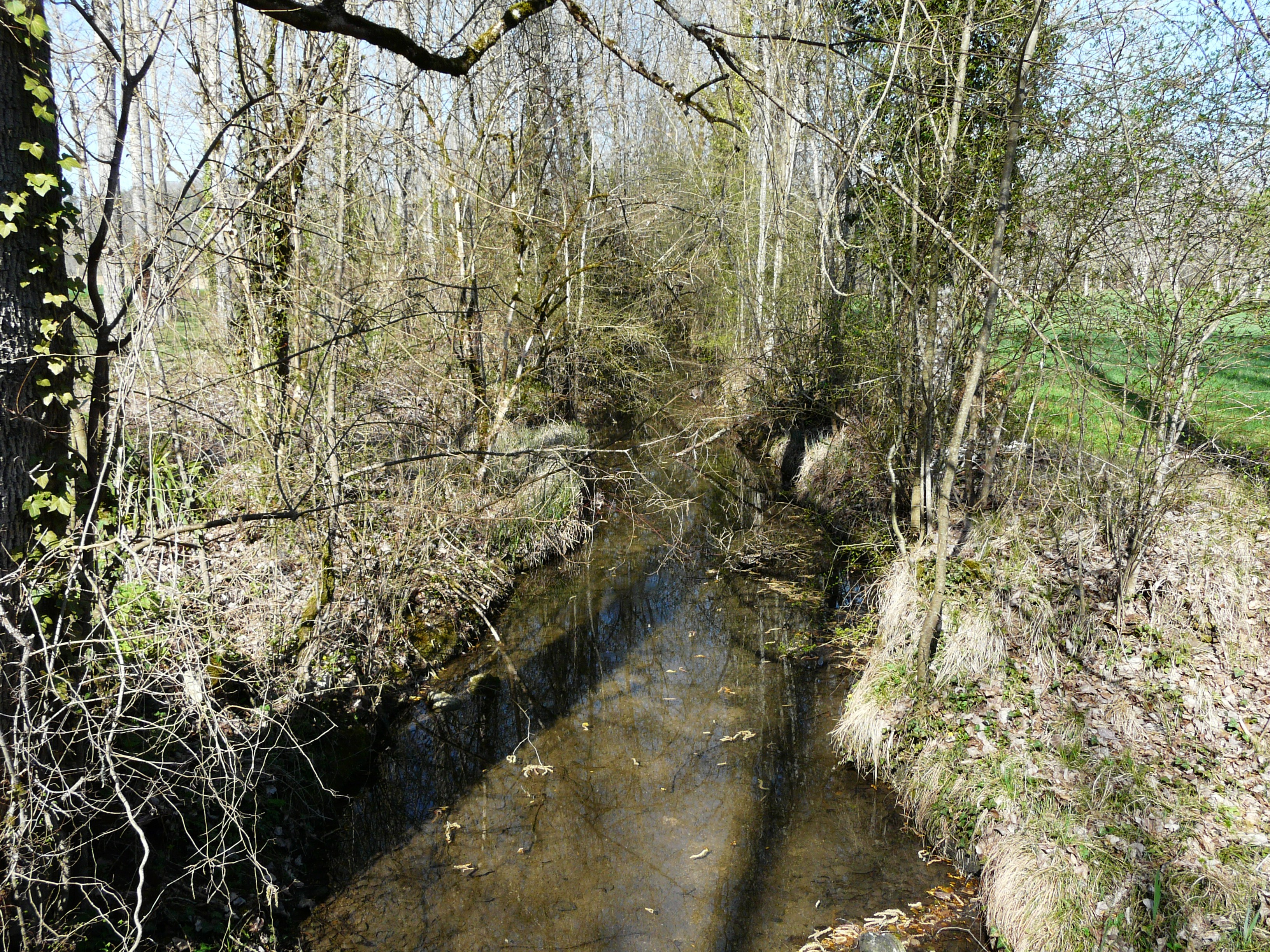
Le Boulou à Saint-Crépin-de-Richemont.

Au nord du département de la Dordogne, la commune déléguée de Saint-Crépin-de-Richemont s'étend sur 25,58 km2. Elle est arrosée du nord-est au sud-ouest par le Boulou, un ruisseau affluent de la Dronne. Au sud-est, un affluent du Boulou, le Pré Pinson (nom de la partie amont du Belaygue) sert de limite sur une cinquantaine de mètres avec la commune de Brantôme.
L'altitude minimale, 120 mètres, se trouve en limite sud du territoire communal, à l'ouest de lieu-dit Beleyme, là où le Boulou quitte la commune pour servir de limite entre celles de La Gonterie-Boulouneix et Saint-Félix-de-Bourdeilles. L'altitude maximale avec 246 mètres est localisée à l'est, au lieu-dit Puyssegné.
Le bourg de Saint-Crépin, établi sur la rive gauche du Boulou, est situé, en distances orthodromiques, sept kilomètres au nord-ouest de Brantôme et treize kilomètres au sud-sud-ouest de Nontron, sur la route départementale (RD) 98.
Dans sa partie ouest, la commune est desservie par la RD 84, au nord-est par la RD 675 (l'axe Nontron-Brantôme) et au sud par la RD 939 (l'axe Périgueux-Angoulême).

### Communes limitrophes
En 2018, année précédant son intégration à la commune nouvelle de Brantôme en Périgord, Saint-Crépin-de-Richemont était limitrophe de huit autres communes.
| Mareuil en Périgord        | Saint-Front-sur-Nizonne   | La Chapelle-Montmoreau          |
|                            | Saint-Crépin-de-Richemont | Saint-Pancrace                  |
| Saint-Félix-de-Bourdeilles | La Gonterie-Boulouneix    | Cantillac, Brantôme en Périgord |

### Milieux naturels et biodiversité

#### Parc naturel régional Périgord-Limousin
Depuis sa création en 1998, le parc naturel régional Périgord-Limousin intègre la commune de Saint-Crépin-de-Richemont.

#### ZNIEFF
Cinq zones naturelles d'intérêt écologique, faunistique et floristique (ZNIEFF) concernent le territoire de Saint-Crépin-de-Richemont, dont trois pour le bassin versant du Boulou.
Au nord-est, sur deux kilomètres, en amont du château de la Barde, le Boulou, sa vallée, ses coteaux et la partie aval de ses affluents font partie d'une ZNIEFF de type I « Réseau hydrographique et coteaux du Boulou amont » qui concerne également les deux autres communes en amont, Sceau-Saint-Angel et La Chapelle-Montmoreau,.
Vingt-deux espèces déterminantes y sont répertoriées :
- quinze espèces d'insectes : l'Agrion de Mercure (Coenagrion mercuriale), l'Azuré de la faucille (Cupido alcetas), l'Azuré du serpolet (Phengaris arion), le Cordulégastre annelé (Cordulegaster boltonii), le Cuivré des marais (Lycaena dispar), le Damier de la succise (Euphydryas aurinia), le Fourmilion commun (Myrmeleon formicarius), le Gomphe vulgaire (Gomphus vulgatissimus), le Lepture erratique (Judolia erratica (en)), la Milésie faux-frelon (Milesia crabroniformis), le Miroir (Heteropterus morpheus), Musaria rubropunctata, l'Onychogomphe à crochets (Onychogomphus uncatus), le Petit mars changeant (Apatura ilia) et le Sphinx de l'épilobe (Proserpinus proserpina) ;
- cinq amphibiens : l'Alyte accoucheur (Alytes obstetricans), la Grenouille rousse (Rana temporaria), le Pélodyte ponctué (Pelodytes punctatus), la Rainette verte (Hyla arborea), le Sonneur à ventre jaune (Bombina variegata) et le Triton marbré (Triturus marmoratus) ;
- un crustacé, l'Écrevisse à pattes blanches (Austropotamobius pallipes) ;
- un reptile, l'Orvet (Anguis fragilis).

De très nombreuses autres espèces animales ou végétales y ont été recensées : six amphibiens, six reptiles, 79 oiseaux, 233 insectes, et dix espèces de plantes.
En aval du bourg de Saint-Crépin-de-Richemont et presque jusqu'à sa confluence avec la Dronne, le cours du Boulou et d'une partie de ses affluents, leurs vallées et leurs coteaux forment une autre ZNIEFF de type I « Réseau hydrographique et coteaux du Boulou aval », qui s'étend à six autres communes ou anciennes communes, présentant également une importante variété faunistique,.
De nombreuses espèces s'y trouvent, parmi lesquelles plusieurs sont déterminantes :
- dix insectes : l'Agrion de Mercure (Coenagrion mercuriale), l'Azuré de la faucille (Cupido alcetas), l'Azuré du serpolet (Phengaris arion), le Cordulégastre annelé (Cordulegaster boltonii), le Cuivré des marais (Lycaena dispar), le Damier de la succise (Euphydryas aurinia), le Gomphe vulgaire (Gomphus vulgatissimus), le Lepture erratique (Judolia erratica (en)), l'Onychogomphe à crochets (Onychogomphus uncatus) et le Petit mars changeant (Apatura ilia) ;
- sept mammifères : la Genette commune (Genetta genetta), la Loutre d'Europe (Lutra lutra), le Vison d'Europe (Mustela lutreola), ainsi que quatre espèces de chauves-souris : Grand rhinolophe (Rhinolophus ferrumequinum), Noctule commune (Nyctalus noctula), Petit rhinolophe (Rhinolophus hipposideros) et Vespertilion de Bechstein (Myotis bechsteinii) ;
- sept oiseaux : le Cincle plongeur (Cinclus cinclus), le Faucon pèlerin (Falco peregrinus), le Hibou moyen-duc (Asio otus), le Moineau soulcie (Petronia petronia), le Pic mar (Dendrocopos medius), le Pic noir (Dryocopus martius) et le Pigeon colombin (Columba oenas).
- les mêmes cinq amphibiens que dans la ZNIEFF amont : l'Alyte accoucheur (Alytes obstetricans), la Grenouille rousse (Rana temporaria), le Pélodyte ponctué (Pelodytes punctatus), la Rainette verte (Hyla arborea), le Sonneur à ventre jaune (Bombina variegata) et le Triton marbré (Triturus marmoratus) ;
- une tortue, la Cistude (Emys orbicularis).

Deux plantes rares :  la Colchique d'automne (Colchicum autumnale) et la Fritillaire pintade (Fritillaria meleagris), y sont également présentes.
Là aussi, les autres espèces recensées sont multiples : cinq amphibiens, cinq reptiles, onze mammifères, 69 oiseaux, 307 insectes ainsi que 40 plantes.
Les deux ZNIEFF précitées font partie d'une ZNIEFF de type II plus vaste « Vallée et coteaux du Boulou », », étendue à la quasi-totalité du cours du Boulou, depuis sa source jusqu'à la route départementale 106, 200 mètres avant sa confluence avec la Dronne,.
Outre les espèces mentionnées dans les deux ZNIEFF de type I, une autre espèce déterminante de plante y est décrite, la Droséra à feuilles rondes (Drosera rotundifolia).
La vallée du Boulou représente « un intérêt national » par la « richesse exceptionnelle » en espèces d'insectes — notamment en Lépidoptères et en Odonates — répertoriées dans ces trois ZNIEFF.

Le Boulou à Saint-Crépin-de-Richemont
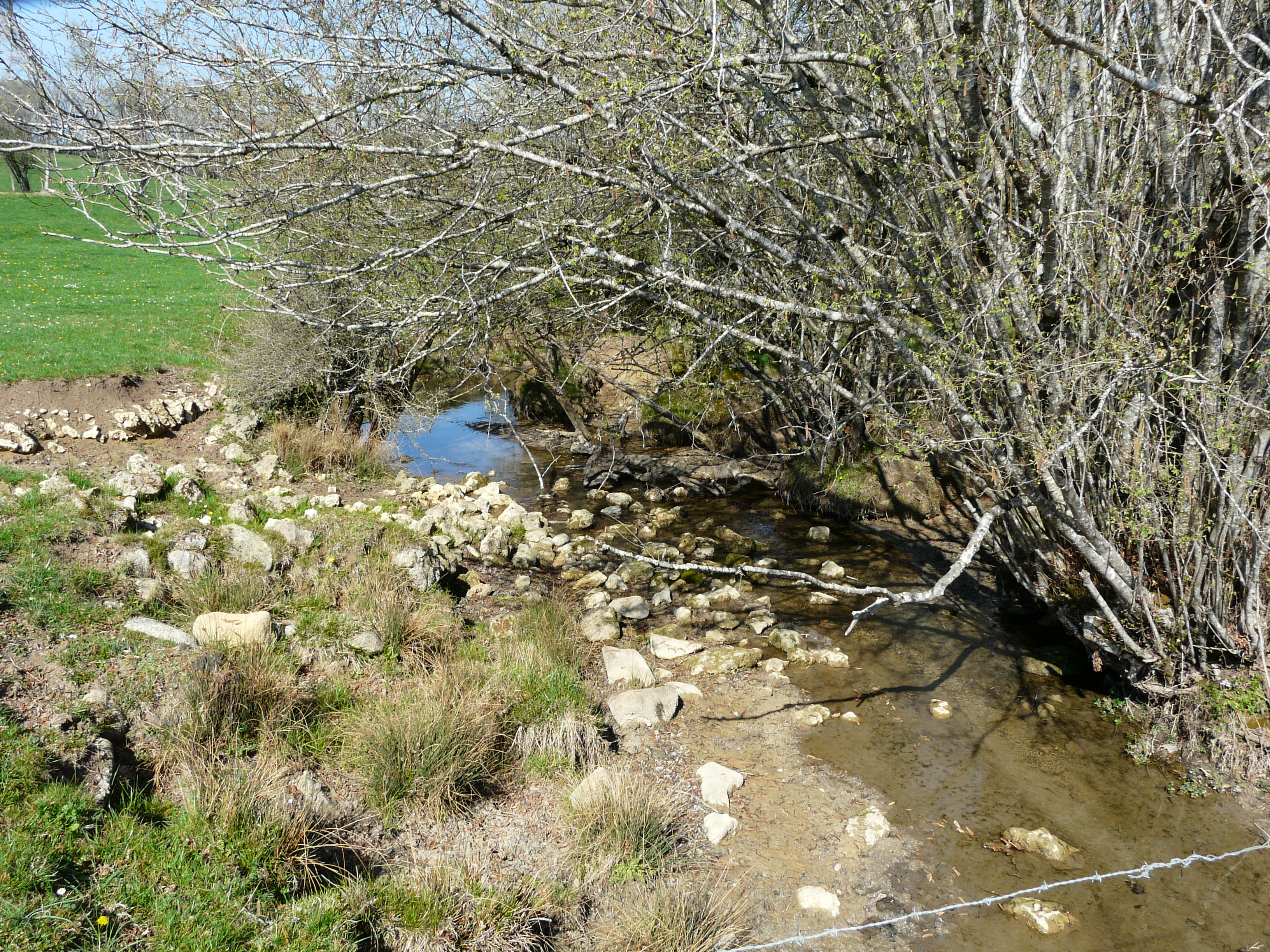
Près du lieu-dit les Brageaux, ZNIEFF du Boulou amont.
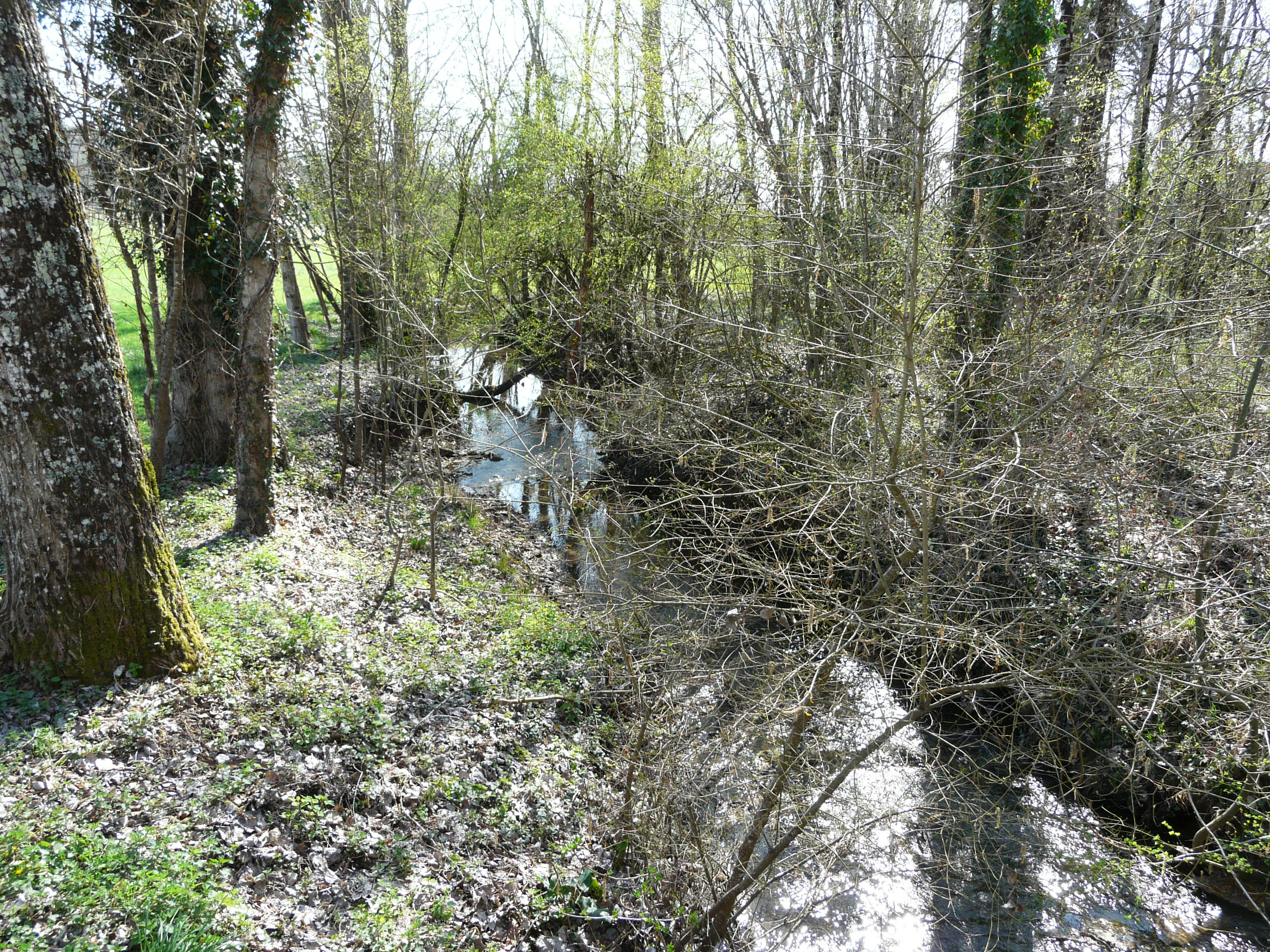
Au nord du bourg de Saint-Crépin-de-Richemont.
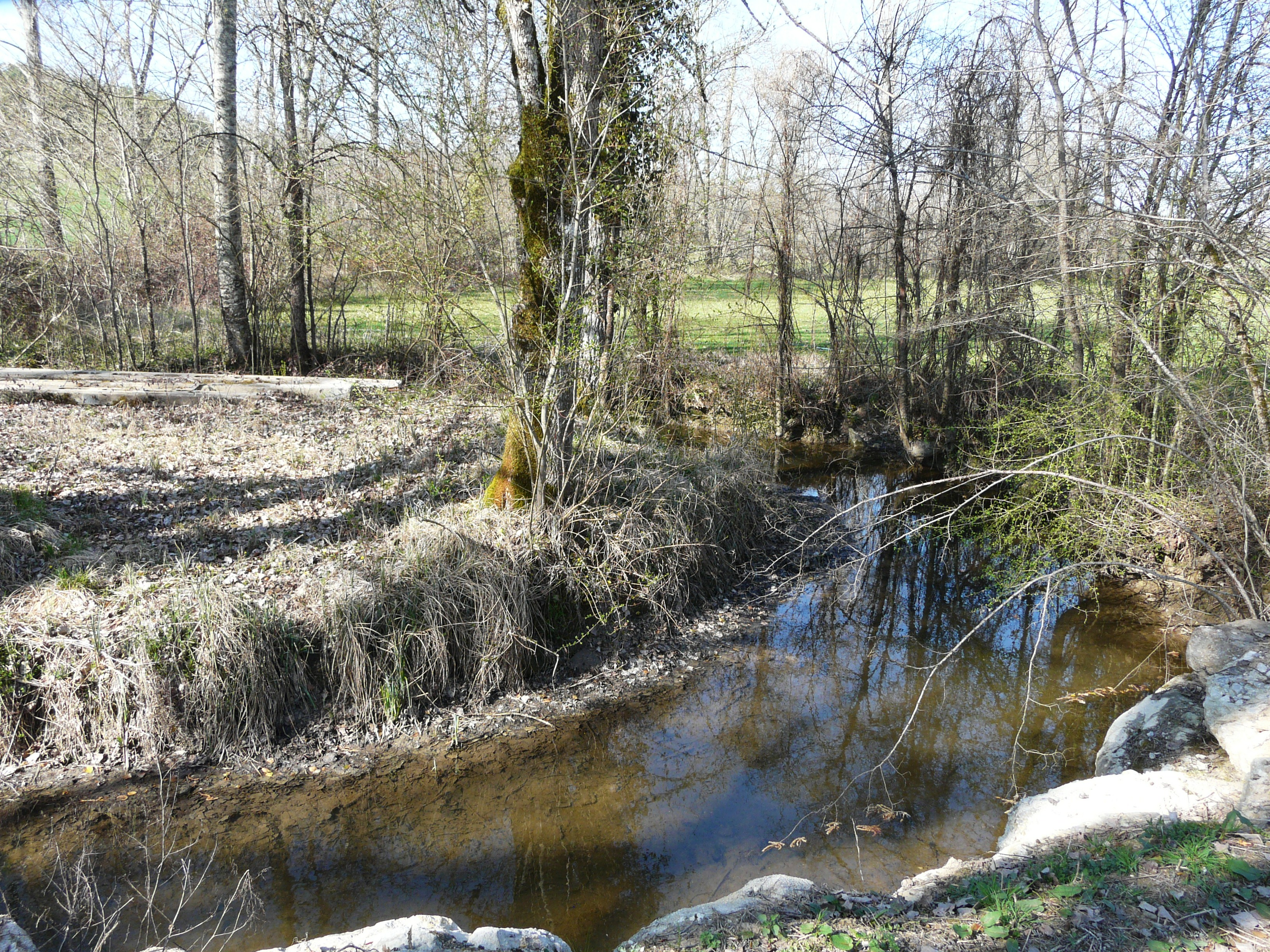
Près du lieu-dit le Meyrat, ZNIEFF du Boulou aval.
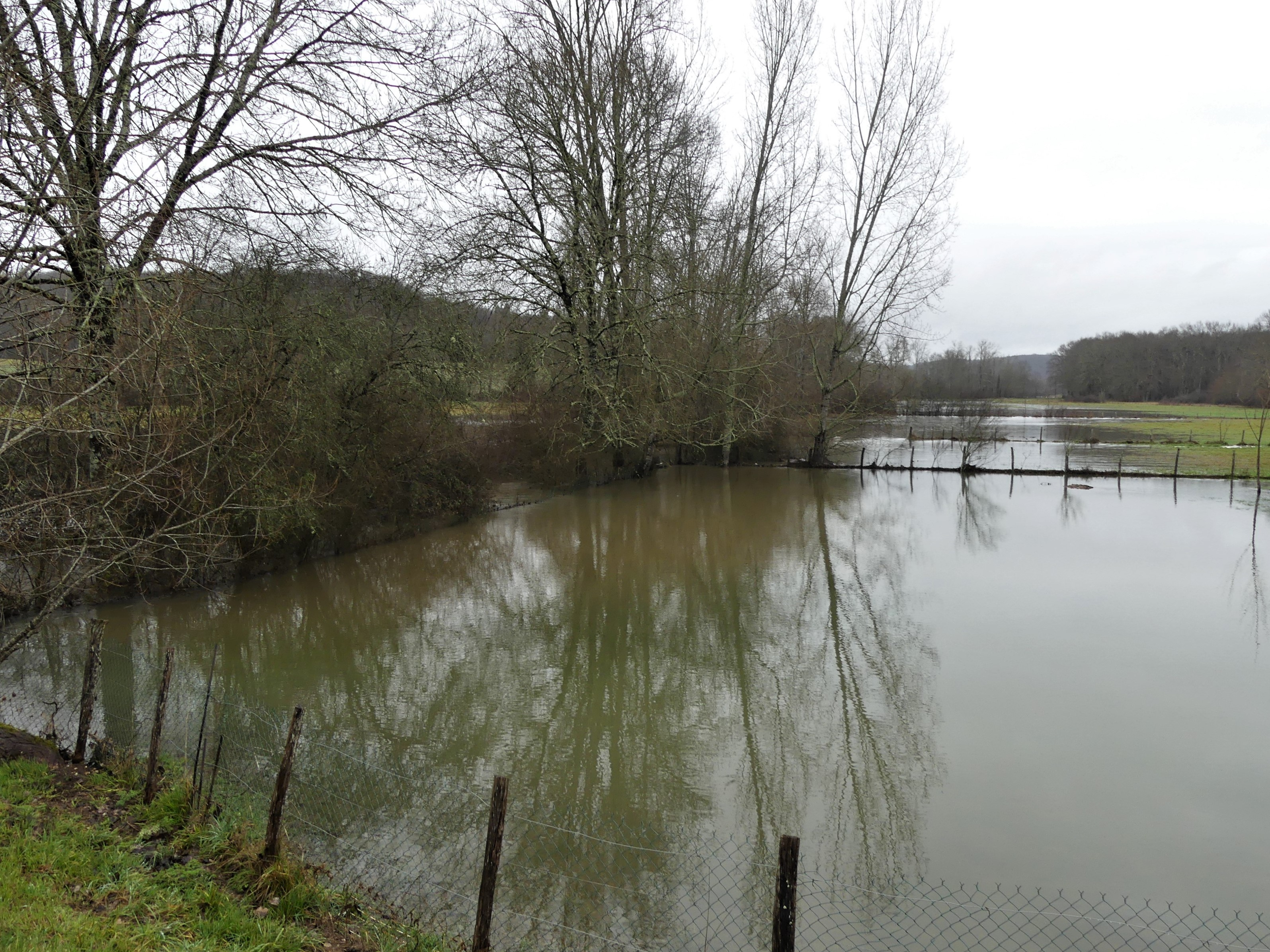
En crue en février 2021 au niveau de la RD 939, au lieu-dit la Forge, ZNIEFF du Boulou aval.

Deux autres ZNIEFF de type I concernent la commune :
- au nord, en bordure sud du domaine de Bagatelle, la « zone tourbeuse du Bois d'Enfer » est, sur cinq hectares, une lande où pousse la Droséra à feuilles rondes  (Drosera rotundifolia)[7],[8] ; quatre espèces de libellules et 39 autres espèces de plantes y ont été recensées ;
- une toute petite portion du territoire communal de trois hectares, en limite de Monsec[Note 1], en bordure de la route départementale 84, fait partie des « landes des Trois Pierres », ZNIEFF qui s'étend au total sur 513 hectares, où ont été répertoriées trois espèces déterminantes de rapaces : Busard cendré (Circus pygargus), Busard des roseaux (Circus aeruginosus) et Busard Saint-Martin (Circus cyaneus) et trois autres de plantes : Droséra à feuilles rondes, Narthécie des marais (Narthecium ossifragum) et Trompette de Méduse (Narcissus bulbocodium)[9],[10]. De plus, quatre espèces de mammifères, 50 d'autres oiseaux et 73 de plantes y ont été recensées.

## Urbanisme

### Villages, hameaux et lieux-dits

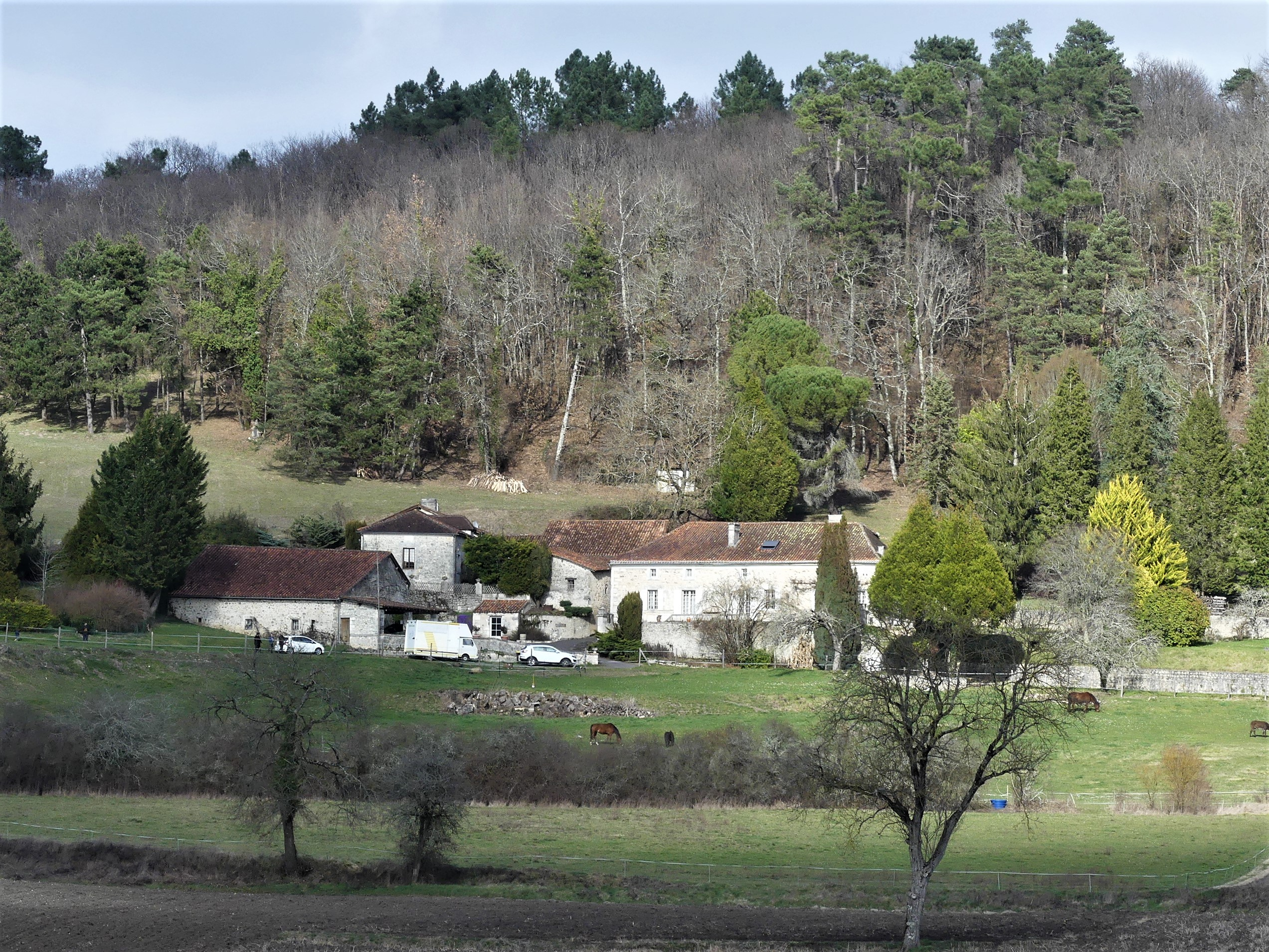
Le hameau de Champagne.

Outre le bourg de Saint-Crépin-de-Richemont proprement dit, le territoire se compose d'autres villages ou hameaux, ainsi que de lieux-dits :
- les Âges
- les Baléares
- la Barde
- Bargeix
- Beleyme
- Bois Crémille
- Bois Duroussel
- Bois d'Enfer
- Bois du Lac
- les Borderies
- les Brageaux
- les Brandes
- le Canteix
- le Caprice
- Champagne
- Champredon
- Chanceland
- Château de Richemont
- la Clède
- Clos de Jauneau
- Combevire
- Étang de Bodifer
- les Fontenelles
- la Forge
- Francillou
- les Fregeas
- chez Froment
- la Grande Terre
- Grange-Haute
- la Grèze
- Limeuil
- le Meyrat
- le Moulin
- le Moulin Brûlé
- le Moulin de la Forge
- les Plantous
- le Plessac
- Pontarnaud
- la Prairie
- Pré de la Rivière
- les Prés de la Planche
- Puy de Raussie
- Puygourdel
- Puylibeau
- Puy Redon
- Puyssegné
- la Riboutie
- la Roche
- les Roches Chabrelles
- Rousselières
- la Table du Roi
- les Thermes
- le Vignoble.

## Toponymie
La plus ancienne mention connue du lieu est attestée au XIIIe siècle dans un pouillé sous la forme latine Sanctus Crispinus,. En 1382, Sanctus Crispinus prope Brantholmium (« Saint-Crépin près de Brantôme ») est relevé et Saint-Crespin-de-Richemont apparait au XVIIe siècle dans un acte notarié.
Le nom du lieu fait référence à saint Crépin, martyr du IIIe siècle. La seconde partie du nom, d'origine germanique, pourrait signifier « mont puissant » ou « mont de Richarius ».
La commune porta, au cours de la période révolutionnaire de la Convention nationale (1792-1795), le nom de Colles sur Boulou ou Les Côtes sur Boulou,.
En occitan, la commune porte le nom de Sent Crespin de Richemont.

## Histoire

### Saint-Crépin de Richemont au fil du temps
Saint-Crépin-de-Richemont, à seulement quelque 7 km de Brantôme, a vécu, au fil du temps, les différents événements historiques nationaux au rythme souvent atténué des campagnes. Plusieurs signes d’occupation du territoire jalonnent son histoire. L’existence d’une pierre plantée, dite « peyro jovento » (pierre joyeuse), d’une sépulture gallo-romaine, d’un cluzeau façonné selon un modèle primitif, en sont les témoins essentiels pour la période pré médiévale. Enfin, d’une population maximale de 1 200 habitants à la fin du XVIIe siècle, la population est tombée à 230 habitants au début du XXIe siècle avec une décroissance régulière à partir de 1850.
La commune peut s’enorgueillir de trois demeures nobles ou châteaux : le château de Richemont de style Renaissance, construit entre 1564 et 1581 par le chroniqueur Pierre de Bourdeille, abbé de Brantôme, enterré dans la chapelle du château. Depuis lors, d’alliances en successions, ce château est resté jusqu’à ce jour, selon les souhaits de Brantôme, dans la famille, avec une courte interruption au moment de la vente des biens nationaux. La famille Joumard de Chabans de Richemont l’a occupé, pendant le temps le plus long, jusqu’au début du XIXe siècle, puis vint la famille de Saint-Légier et enfin la famille de Traversay.
Ensuite, le château de la Barde, forteresse médiévale du XVe siècle, fut jusqu’à la Révolution le siège des Malet de Châtillon dont le contemporain de Brantôme, Guillaume Malet de Châtillon fut l’ennemi juré.
Enfin la demeure noble du Plessac abrita les de Saulnier du Plessac, l’une des nombreuses branches de cette famille du haut Périgord.
Grande histoire et événements nationaux ont eu leur traduction à Saint-Crépin. Pendant la période révolutionnaire on retrouve toutes les composantes de cette époque ; une municipalité composée des principaux nobles et bourgeois de la commune entre 1789 et 1791 (Laval, Château, Nicoulaud, Millet…) ; puis sous la Terreur la persécution du prêtre Salvage et des de Saulnier, les réquisitions en tous genres, céréales, cloches et vaisselle de Richemont et du Plessac, noyers pour la fabrication de crosses de fusil, enfin en 1804 un complot royaliste à Bagatelle.
Tout au long du XIXe siècle, la liste des maires successifs est tout à fait à l’image des majorités politiques du moment : un bonapartiste, Nicoulaud, pendant trois mois sous les Cent-Jours, de Saulnier pendant la Restauration, des maires bleus sous la monarchie de Juillet, et enfin comme cela s’est souvent produit dans les campagnes en 1848, avec le suffrage universel, l’arrivée à la tête de la municipalité d’Albert de Saulnier, représentant de cette noblesse restée proche des masses rurales.
L’église, au titre de bâtiment, est caractérisée par son retable inscrit à l’inventaire des monuments historiques. Au titre d’institution, l'Église, tout comme l’école, n’échappe pas à cette  influence politique nationale. Même atténuée à Saint-Crépin, la querelle laïque de la fin du XIXe siècle sera bien présente, et est sans doute en partie responsable du changement de majorité en 1900. La séparation des Églises et de l’État sera vécue passivement, avec des protestations de pure forme, de la part du prêtre et de la comtesse de Saint-Légier.
Enfin, commune rurale par excellence, Saint-Crépin a été marquée tout au long des siècles, jusqu’à une période récente par une agriculture plutôt pauvre, traditionnelle et routinière. Mais une industrie lithique : fabrication de meules, de pressoirs et autres matériaux en grès très dur, très présent sur la commune, a fait la richesse de la commune jusqu’au milieu du XIXe siècle. Une promenade dans les différents villages de la commune révèle de nombreux témoignages de cette activité.

### Les Templiers et les Hospitaliers
Une commanderie de l'ordre des Templiers suivie de celle des Hospitaliers de l’ordre de Saint-Jean de Jérusalem, avec de nombreuses possessions dans la région, marquent la présence humaine au Moyen Âge.

### Au pays des tailleurs de meules
En Dordogne, l'archéologie industrielle a suscité de nombreuses recherches et d'importants crédits ont été affectés à l'étude, la restauration et la mise en valeur touristique de sites longtemps négligés. Les forges de Savignac-Lédrier, les papeteries de Vaux à Payzac, celles de la vallée de la Couze ou les filatures de Savignac-les-Églises et des Eyzies ont bénéficié de l'intérêt récent que portent nos contemporains aux espaces et aux techniques du travail des hommes.
Cependant, du tissu économique, agricole, artisanal et industriel des siècles passés, bien d'autres témoins subsistent qui n'ont pas fait l'objet d'une telle attention ; les tailleries de meules sont du nombre. Reflet de la longue histoire de ce terroir, elles apparaissent précocement, dès le second Âge du fer peut-être et n'entrent en déclin qu'au début du XXe siècle . Mais c'est surtout à partir des XIIe et XIIIe siècles que la généralisation des moulins à eau entraîne l'ouverture de nombreuses carrières.
La plupart des horizons géologiques périgourdins ont fourni, avec plus ou moins de satisfaction, la matière première nécessaire. Calcaires meuliérisés du sud et du sud-est du département : Cénac, la plaine de Bord, la Bessède, Sainte-Sabine… Calcaires jurassiques : site de Pommier, la Chalussie à Savignac-les-Églises… Calcaires angoumiens ou coniaciens : Combe-Saulnière à Sarliac-sur-l'Isle, Moulin de Vigonac à Brantôme, site de Jovelle à La Tour-Blanche, grès de la Double…
Au sud-ouest de Nontron, c'est un tout autre matériau qui a été utilisé. Il s'agit d'alluvions consolidées du Tertiaire continental qui se sont mises en place sur les couches calcaires crétacées santoniennes et campaniennes. Sur la commune de Saint-Crépin-de-Richemont, ces formations, édifiées avant l'incision des vallées actuelles, subsistent en position interfluviale notamment de part et d'autre du Boulou ; elles présentent une grande complexité stratigraphique avec alternance de strates de granulométrie variable. Ce sont le plus souvent des bancs à texture grossière (sables grossiers, galets en quartz ou en arkose silicifiée) qui ont été exploités par les carriers locaux. Onze carrières principales ont été recensées dans la seule commune de Saint-Crépin ; d'autres existent dans les communes voisines de Cantillac et de Champeaux. Elles sont de trois types : en tranchée, en cuvette ou de front de falaise et toutes ont livré divers vestiges permettant d'induire quelques-unes des techniques d'extraction et de façonnage mises en œuvre : blocs en cours de débitage ou débités, meules brisées à différents stades de leur exécution, produits finis prêts à être acheminés…
Des prospections, rendues difficiles par l'absence de sentiers et par l'importance de la végétation forestière mise à mal par la tempête de décembre 1999, ont cependant permis la découverte, à côté de meules monolithes roulantes et dormantes destinées à l'équipement de moulins à eau, de meules domestiques gallo-romaines et de tradition gallo-romaine (méta, catillus fragmentés ou entiers) de bacs et de mortiers. Dans le bassin de la Dronne, de nombreuses villae du Ier au IVe siècle ont utilisé ces productions. Ces différentes trouvailles attestent la diversité des fabrications réalisées sur place, information renforcée par le remploi en maçonnerie des rebuts de taille ou de pièces ratées dans les habitats alentour.
La majeure partie des carrières répertoriées a été totalement délaissée dans la seconde moitié du XVIIIe siècle, époque où les meules monolithes, de fabrication délicate, lourdes et de transport malaisé deviennent obsolètes. On leur préfère alors les meules composites en plusieurs quartiers nommés carreaux, assemblés au moyen de plâtre ou d'un ciment spécial et cerclées de fer. Celles, monolithes, qui demeurent en place, intactes ou simplement inachevées sur les différents sites parcourus, prouvent bien l'effondrement de la demande des meuniers du Bandiat, de la Nizonne, de la Belle et du Boulou (et, plus largement, de la Dronne).
Privées de ces débouchés, les tailleries disparaissent les unes à la suite des autres. Débâcle économique aux conséquences certainement tempérées par le fait que cette activité était prise en charge à titre secondaire par une certaine couche de la paysannerie locale et que, pour pallier l'extinction de cette activité spécifique, les exploitants sont souvent revenus à une plus classique fourniture de matériaux destinés à la construction. C'est ainsi qu'en plein pays calcaire, l'architecture vernaculaire a revêtu une robe grise siliceuse qui rappelle le Limousin.
L'archéologie permet de dater de la fin de l'indépendance gauloise et, tout au moins, des premiers siècles de notre ère, la mise en service des tailleries de meules de Saint-Crépin-de-Richemont. Très facilement identifiable, la roche gréseuse qui a servi à la fabrication des meules rotatives, dont on retrouve en grande quantité les fragments épars sur les principales villae ou vicus régionaux, ne peut guère en effet provenir que de cette fraction du territoire départemental ; durant près de dix-huit siècles, le martèlement répétitif des pics des carriers a retenti au faîte des coteaux enserrant la petite localité nord-périgordine. Au gré d'improbables pistes sillonnant leurs pentes raides, des centaines, voire des milliers, de meules monolithes ont été péniblement acheminées dans la vallée du Boulou. De là, elles furent expédiées dans toute la région. 
Aujourd'hui, toutes les hauteurs impropres à la culture d'où elles furent extraites sont retournées au silence et s'abandonnent désormais à la lande silicicole et à la forêt.
Aferme pour le sieur de la barde a boutet
20 may 1682
« Ce jourd'huy vingtiesme may mil six cents huitante deux environ midy au bourg de St Crespin en perigord et maison de desmartons dict larivière marchand pardevant le notaire royal soubsigné et tesmoins bas nommés a esté présent en sa personne francois mallet de chastilhion chevallier seignieur de labarde habitant de son chasteau de labarde présente paroisse lequel de son gré et vollonté a affermé a tiltre d'afferme temporelle a jean Bouttet dict Redon peyrier tant pour luy que ses frères absant auquels il a promis fere ratifier ses présentes touttefois et quantes sy besoin est, habitans le village des ages presente paroisse ledit jean boutet dict redon present stipulant et acceptant scavoir est une peyrière a tirer meulles a moulins apellée la grande peyrière et autres peyrières appelées au puy de labarde apartenances dudit seigneur sans comprendre la peyrière qu'il a affermé à louis mallavergnie sizes et sittuées dans la présente paroisse ladite afferme faicte moyenant le pris et somme de dix livres pour chasq'un an pendant le temps que ledit bouttet tant luy ses dits frères que manœuvres y voudront travailher dans lesquelles peyrières autres que lesdits bouttets et leurs manœuvres ne pouront travailhier et leur sera permis de descouvrir et travailhier dans ladite friche ou bon leur semblera moyennant ladite somme de dix livres pour chascun an de laquelle afferme ledit bouttet tant pour luy que audit non en a bailhié et payé présentes realles et comptant audit seignieur la somme de dix livres en pièces de trois sols et six et deniers faizant ladite somme de dix livres que ledict seignieur a pris et rettiré a soy en nostre présence et en a quitté et quitte lesdits bouttes pour la présente année et lautre payé commencera a la feste de St jean baptiste l'année prochaine mil six centz huittante et trois ainsin et de mesme une et chaque année pendant le temps que lesdits bouttés travailhieron dans ladite peyrière ce et lieu du puy de labarde et moyennant ce ledit seignr a promis et sera teneu leur garantir la pezible jouissance et lesdits bouttes leur payer l'afferme comme sy dessus est dict et ainsi tout ce que dessus a esté stipullé et accepté par les parties quy ont promis les tenir et entretenir et n'y contrevenir a paine de tous despans dommages interests et pour ce fere on a obligé leurs biens renoncé a tous moyens contraires moyen seur a quoy feront ont esté de leur consante comsampassés soubs le sel royal en présences de guilhiaume barby praticien habitant du bourg de St pancrassy et ledit bernard desmartons dict larivière marchant habitant du présent bourgt tesmoignes cognues et appelés ledit seignieur et barby ont signé et lesdits bouttes et desmartons ont dict ne scavoir de ce enquis

Barby labarde 

Barby notaire royal »

### Le sentier de découverte des carrières de meules
Fruit du travail accompli de 2010 à 2013 par l’Université Grenoble 2 (LARHRA, UMR CNRS 5190) et par le CPIE Périgord-Limousin, le « sentier des meulières de Saint-Crépin-de-Richemont » doit beaucoup aux prospections archéologiques effectuées par André Guillin et aux études pétrographiques de Gilles Fronteau, maître de conférences à l’Université de Reims. Il a été réalisé à la suite d’une demande effectuée en 2008 auprès du LARHRA par les élus de la commune, puis par la communauté de communes du Pays de Mareuil-en-Périgord, commanditaire du projet. Situé près du hameau des Brageaux et ouvert au public depuis juin 2013, ce sentier de 2,8 km jalonné de douze panneaux d’interprétation rédigés en français, anglais et occitan, permet de découvrir une quinzaine de meulières dont l’origine remonte à la préhistoire et qui furent exploitées jusqu’au XIXe siècle.

### XXeetXXIesiècles

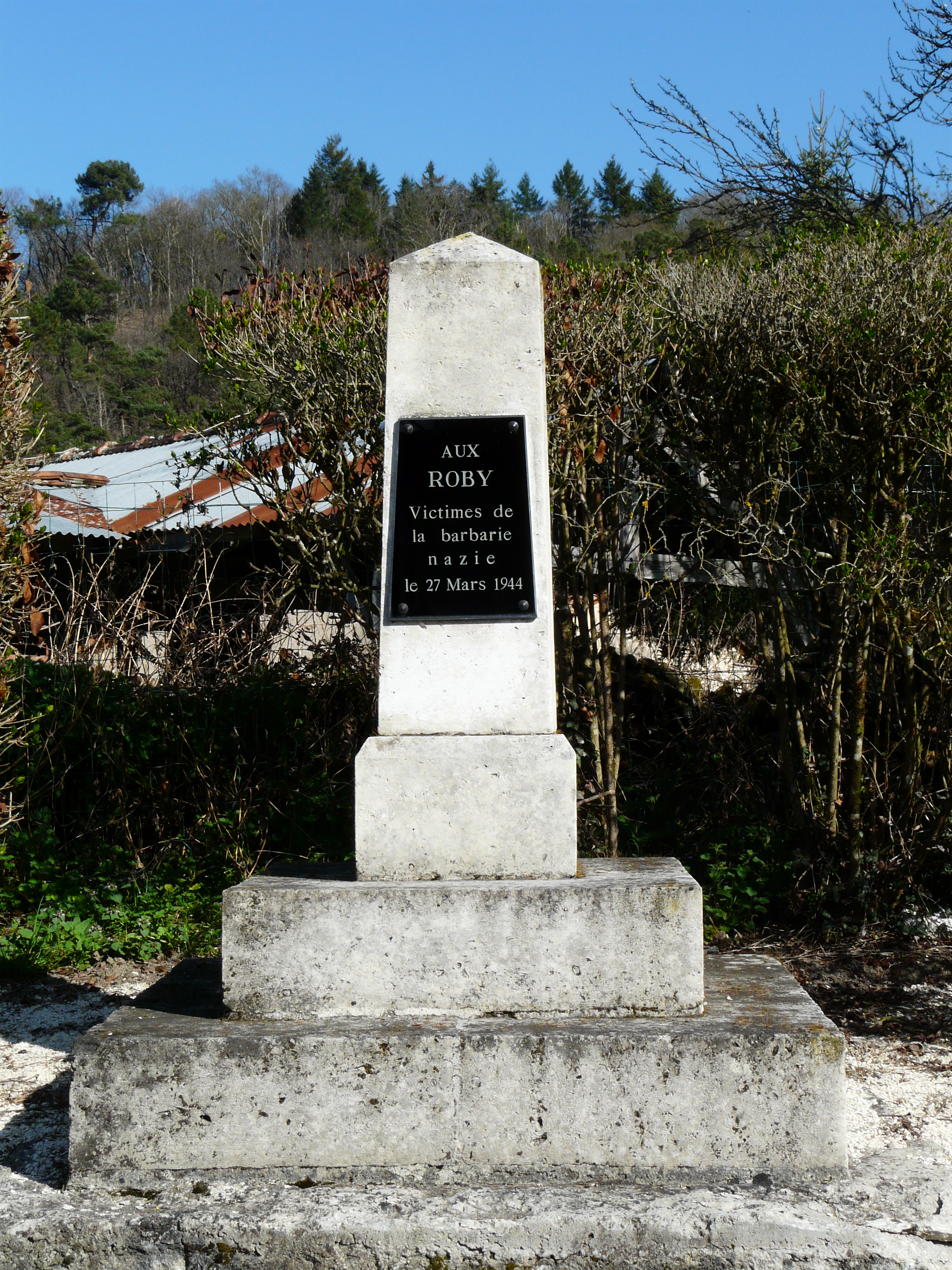
Stèle à la mémoire des fusillés du 27 mars 1944.

En 1943, le groupement 38 "Mermoz" des Chantiers de la jeunesse, déplacé des Pyrénées vers le Nontronnais installe son groupe 8 "Artois" (J.E.S.) dans la commune.
Le 27 mars 1944, les Allemands fusillent cinq personnes d'une même famille sur le territoire communal, au lieu-dit Canteix.
Au 1er janvier 2019, la commune fusionne avec six autres communes pour former la commune nouvelle (élargie) de Brantôme en Périgord. À cette date, les sept communes fondatrices deviennent communes déléguées.

## Politique et administration

### Rattachements administratifs
La commune de Saint-Crépin-de-Richemont a, dès 1790, été rattachée au canton de Saint Félix qui dépendait du district de Nontron. En 1795, les districts sont supprimés. En 1801, le canton de Saint Félix est supprimé et la commune est rattachée au canton de Mareuil dépendant de l'arrondissement de Nontron.
Dans le cadre de la réforme de 2014 définie par le décret du 21 février 2014, ce canton disparaît aux élections départementales de mars 2015. La commune est alors rattachée au canton de Brantôme, renommé canton de Brantôme en Périgord en 2020.

### Intercommunalité
En 1995, Saint-Crépin-de-Richemont intègre dès sa création la communauté de communes du Pays de Mareuil-en-Périgord. Celle-ci disparaît le 31 décembre 2013, remplacée au 1er janvier 2014 par une nouvelle intercommunalité élargie, la communauté de communes Dronne et Belle.

### Administration municipale
La population de la commune étant comprise entre 100 et 499 habitants au recensement de 2011, onze conseillers municipaux ont été élus en 2014,. Ceux-ci sont membres d'office du  conseil municipal de la commune nouvelle de Brantôme en Périgord, jusqu'au renouvellement des conseils municipaux français de 2020.

### Liste des maires puis maires délégués

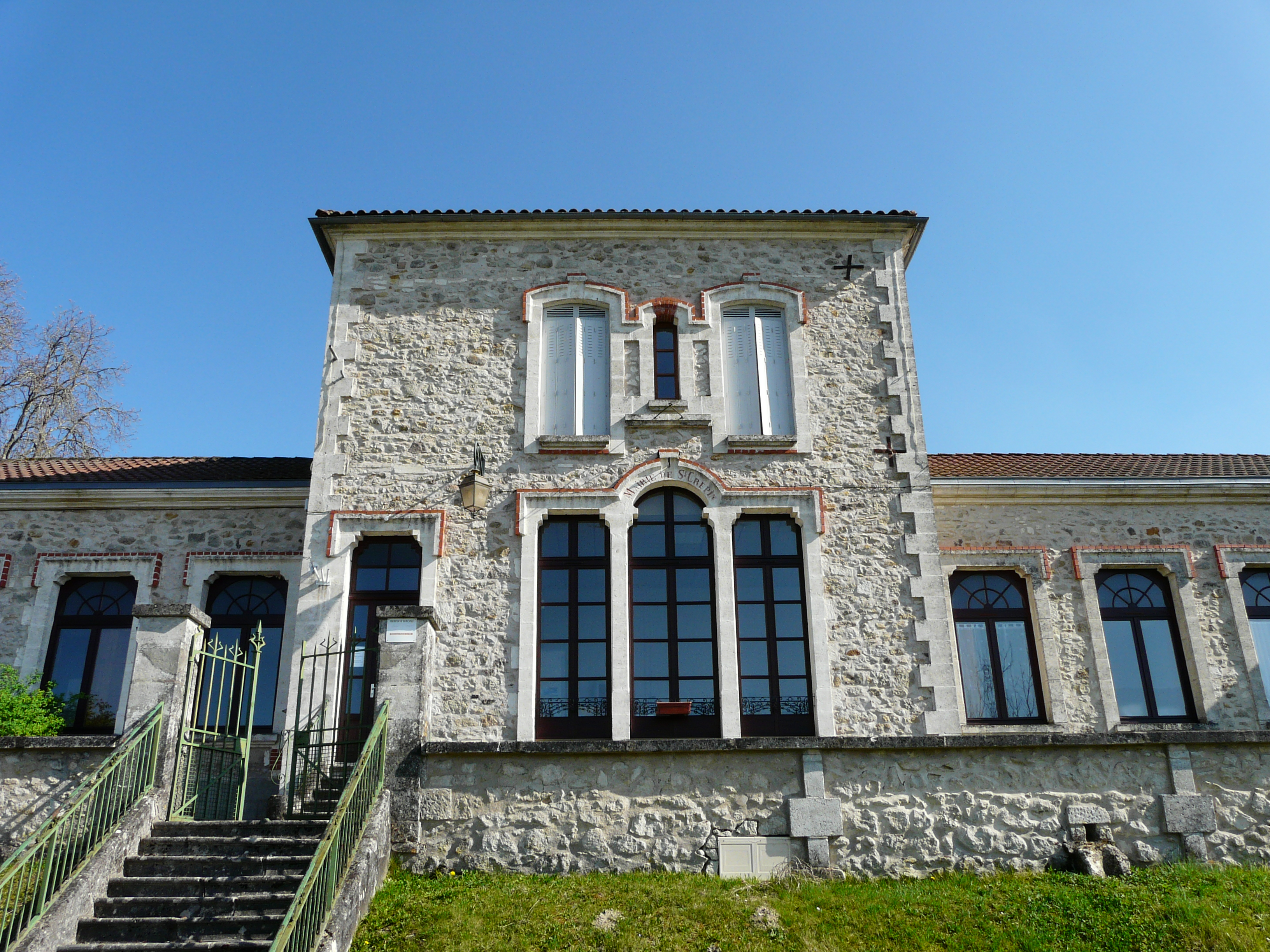
La mairie.

| Période                                  | Période       | Identité             | Étiquette | Qualité              |
| ---------------------------------------- | ------------- | -------------------- | --------- | -------------------- |
| Les données manquantes sont à compléter. |               |                      |           |                      |
|                                          |               |                      |           |                      |
| mai 1904                                 | mai 1908      | Désiré Château       |           |                      |
| mai 1908                                 | mai 1912      | Pierre Millet        |           |                      |
| mai 1912                                 | novembre 1955 | Henry Millet         |           |                      |
| décembre 1955                            | juin 1995     | Jacques Millet       |           |                      |
| juin 1995                                | mars 2008     | Xavier de Traversay  | SE        |                      |
| mars 2008                                | mars 2014     | Jean Candel          | SE        | Directeur commercial |
| mars 2014                                | décembre 2018 | Martial-Henri Candel |           |                      |

| Période      | Période  | Identité             | Étiquette | Qualité |
| ------------ | -------- | -------------------- | --------- | ------- |
| janvier 2019 | mai 2020 | Martial-Henri Candel |           |         |
| mai 2020     | En cours | Christian Scipion    |           |         |

### Instances judiciaires
Dans les domaines judiciaire et administratif, Saint-Crépin-de-Richemont relève : 
- du tribunal d'instance, du tribunal de grande instance, du tribunal pour enfants, du conseil de prud'hommes, du tribunal de commerce et du tribunal paritaire des baux ruraux de Périgueux ;
- de la cour d'assises et du tribunal des affaires de sécurité sociale de la Dordogne ;
- de la cour d'appel, du tribunal administratif et de la cour administrative d'appel de Bordeaux.

## Démographie
Les habitants de Saint-Crépin-de-Richemont se nomment les Saint Crépinois.
En 2018, dernière année en tant que commune indépendante, Saint-Crépin-de-Richemont comptait 226 habitants. À partir du XXIe siècle, les recensements des communes de moins de 10 000 habitants ont lieu tous les cinq ans (2006, 2011, 2016 pour Saint-Crépin-de-Richemont). Depuis 2006, les autres dates correspondent à des estimations légales.
Au 1er janvier 2022, la commune déléguée de Saint-Crépin-de-Richemont compte 235 habitants.
| 1793 | 1800 | 1806 | 1821 | 1831 | 1836 | 1841 | 1846 | 1851 |
| ---- | ---- | ---- | ---- | ---- | ---- | ---- | ---- | ---- |
| 871  | 935  | 891  | 923  | 879  | 903  | 903  | 923  | 933  |

| 1856 | 1861 | 1866 | 1872 | 1876 | 1881 | 1886 | 1891 | 1896 |
| ---- | ---- | ---- | ---- | ---- | ---- | ---- | ---- | ---- |
| 900  | 878  | 858  | 791  | 794  | 798  | 788  | 711  | 672  |

| 1901 | 1906 | 1911 | 1921 | 1926 | 1931 | 1936 | 1946 | 1954 |
| ---- | ---- | ---- | ---- | ---- | ---- | ---- | ---- | ---- |
| 657  | 614  | 623  | 620  | 543  | 520  | 458  | 467  | 417  |

| 1962 | 1968 | 1975 | 1982 | 1990 | 1999 | 2006 | 2011 | 2016 |
| ---- | ---- | ---- | ---- | ---- | ---- | ---- | ---- | ---- |
| 339  | 326  | 246  | 239  | 207  | 202  | 222  | 202  | 222  |

| 2018 | - | - | - | - | - | - | - | - |
| ---- | - | - | - | - | - | - | - | - |
| 226  | - | - | - | - | - | - | - | - |

## Économie
Les données économiques de Saint-Crépin-de-Richemont sont incluses dans celles de la commune nouvelle de Brantôme en Périgord.

### Tourisme
À compter du 17 août 2016 et pour une durée de cinq ans, Saint-Crépin-de-Richemont est déclarée commune touristique, en même temps que cinq autres communes de la communauté de communes Dronne et Belle : Bourdeilles, Brantôme en Périgord, La Chapelle-Faucher, Mareuil et Villars.

## Culture et patrimoine

### Lieux et monuments
- Château de la Barde, des XVe et XVIIe siècles.
- Château de Richemont, construit à partir de 1564 par Pierre de Bourdeille, inscrit au titre des monuments historiques depuis 1927[34].
- Château de Saint-Crépin du XIXe siècle.
- Logis de Pleyssat (ou de Plessac), ancien repaire noble[35].
- Église Saint-Crépin et Saint-Crépinien, d'époque romane tardive. Elle présente un tabernacle du XVIIIe siècle classé monument historique au titre d'objet[36].
- Menhir de Champredon.
- Plusieurs meulières existaient sur la commune. Pendant des siècles on y extrayait de la pierre servant à faire des meules de moulin. Un sentier d'information existe sur l'ancienne carrière Les Brageaux, près du hameau du même nom.

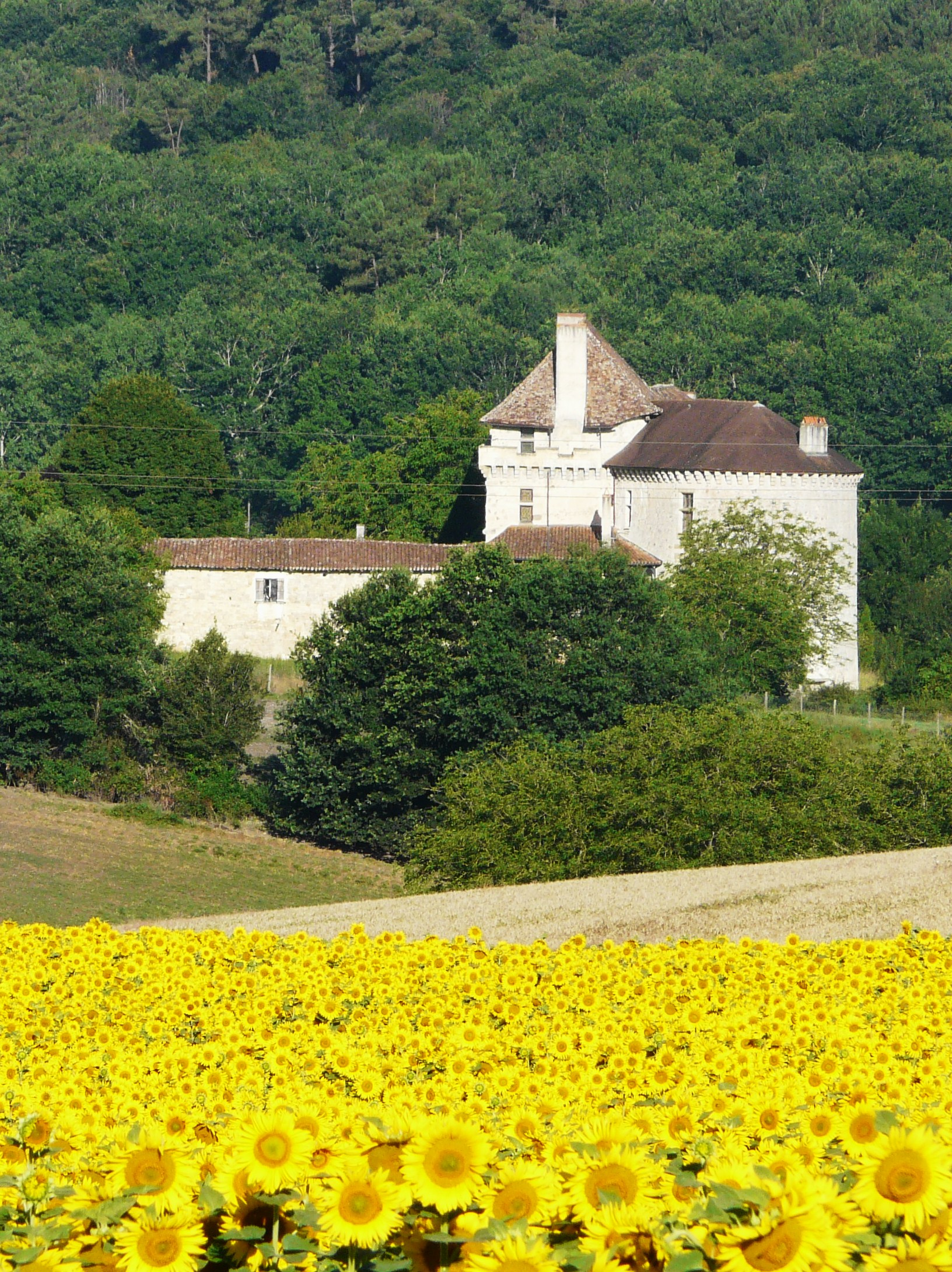
Le château de la Barde.
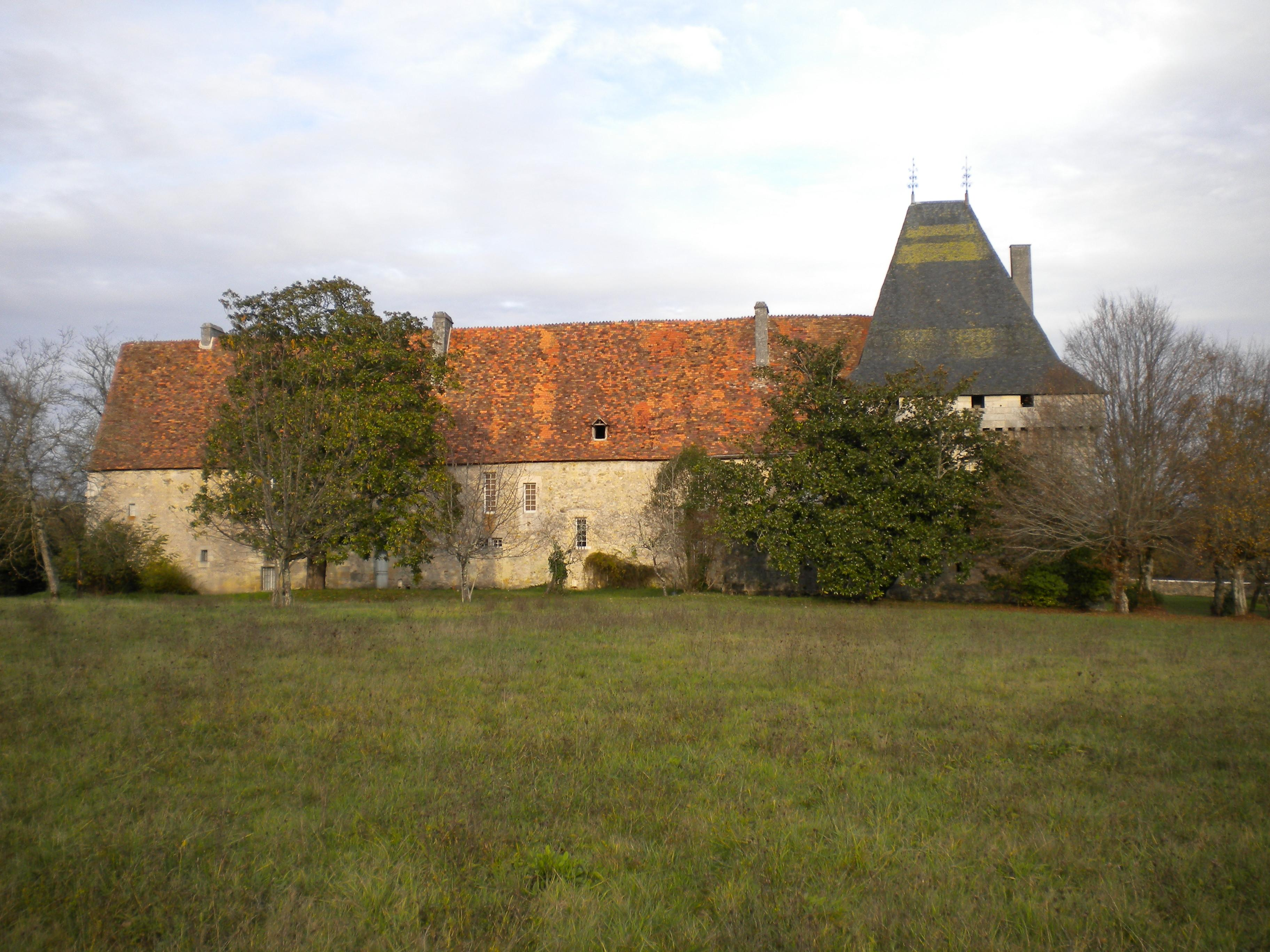
La façade ouest du château de Richemont.
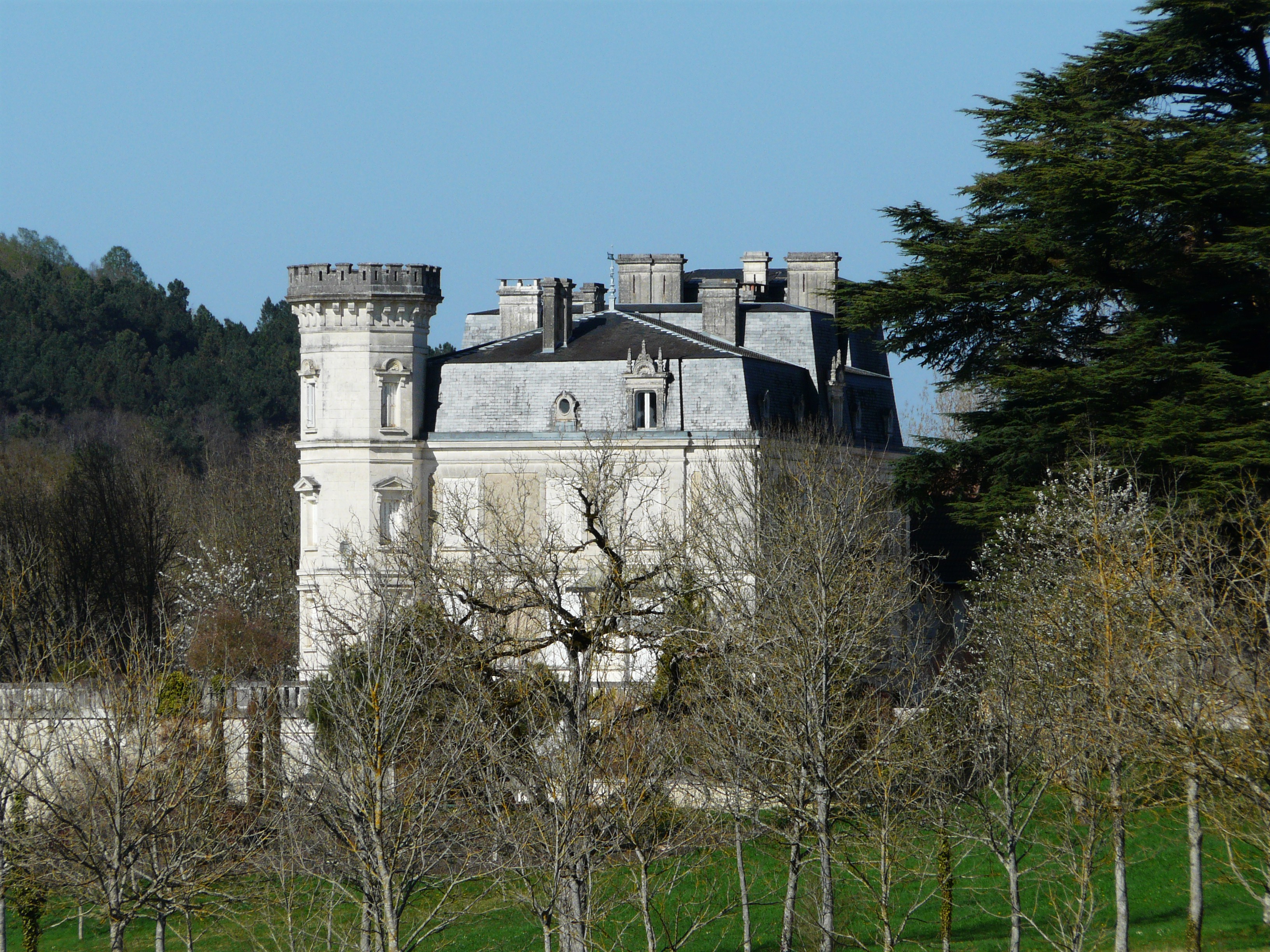
Le château de Saint-Crépin.
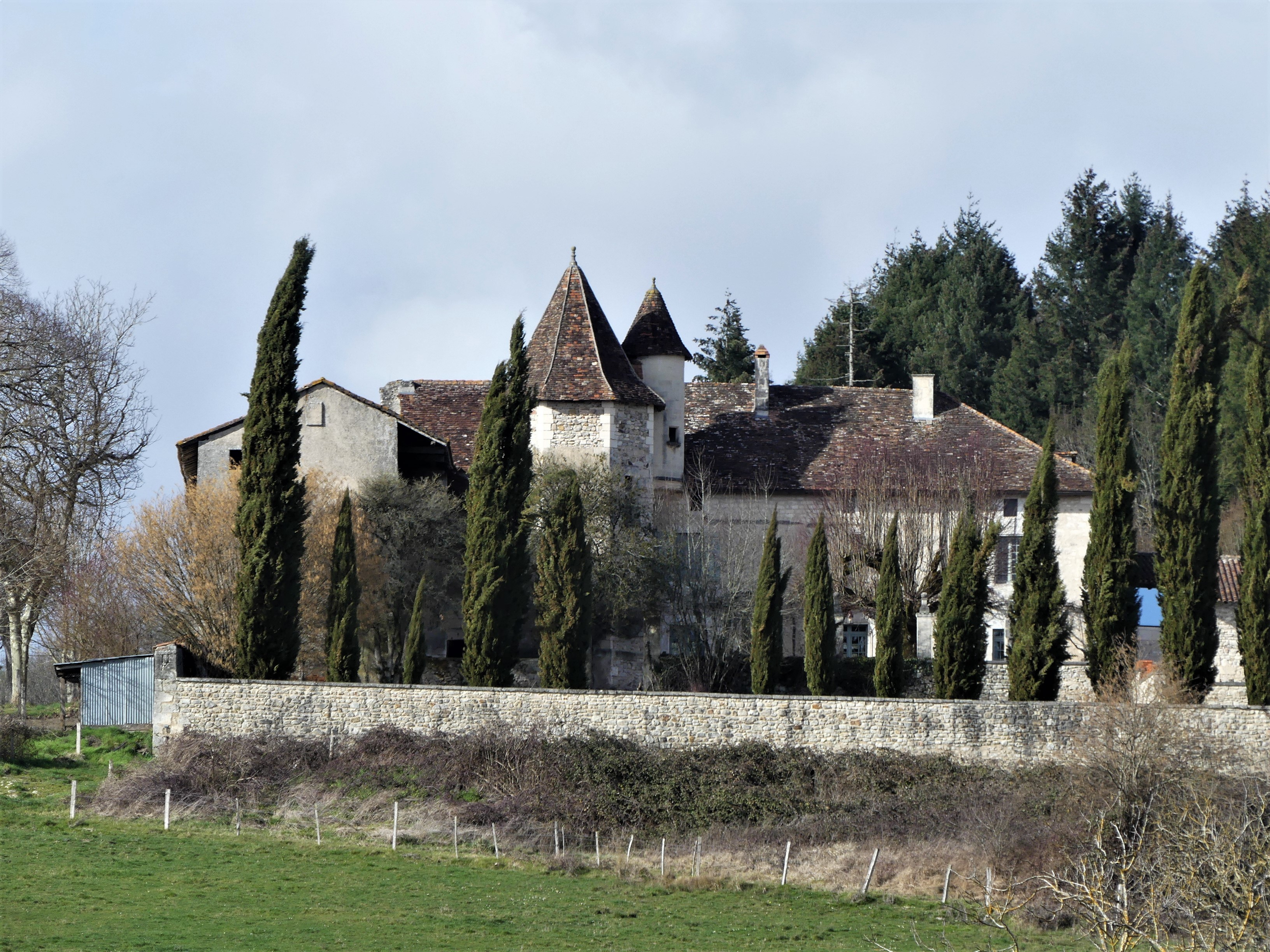
Le logis de Plessac.
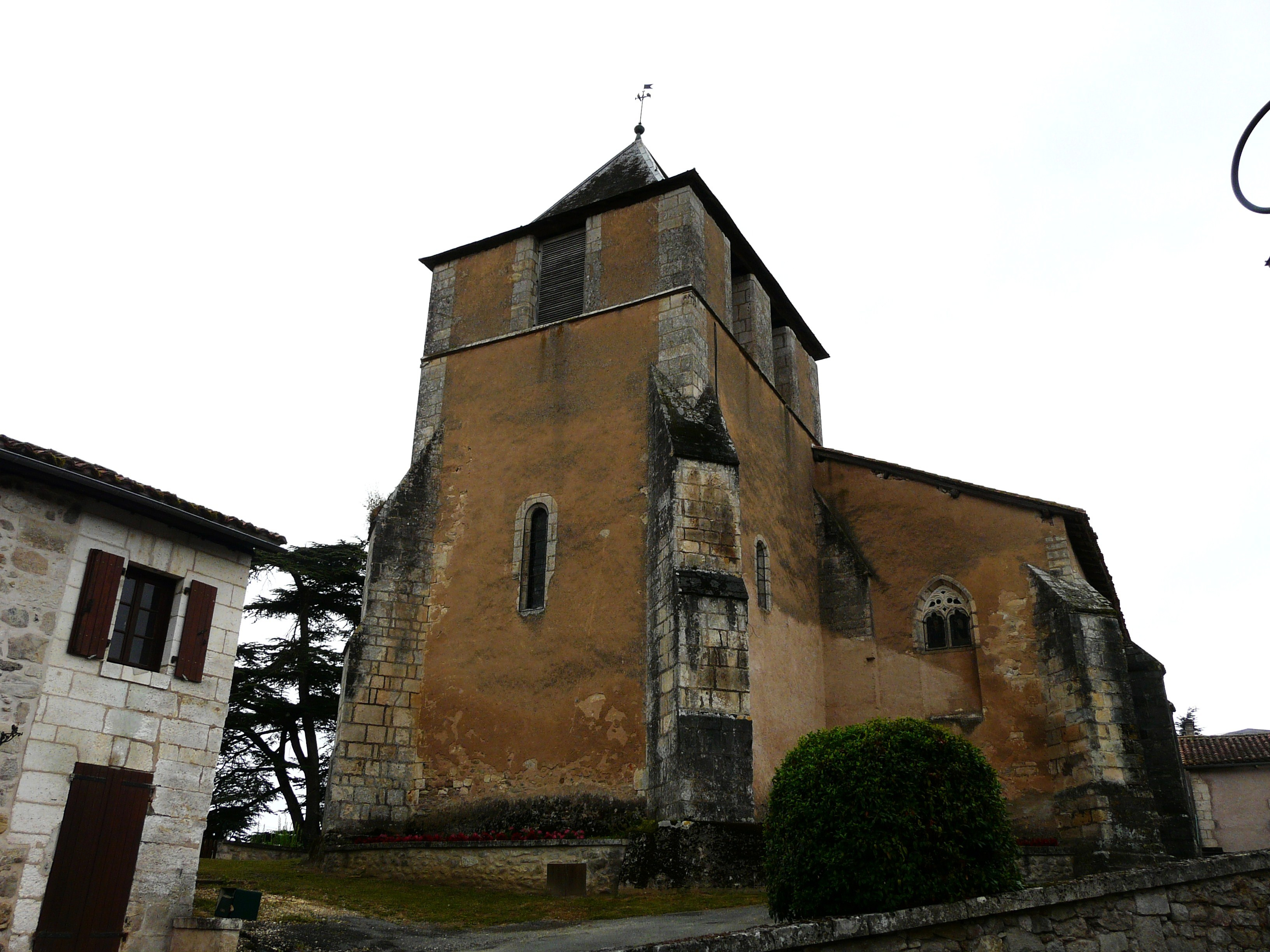
L'église.
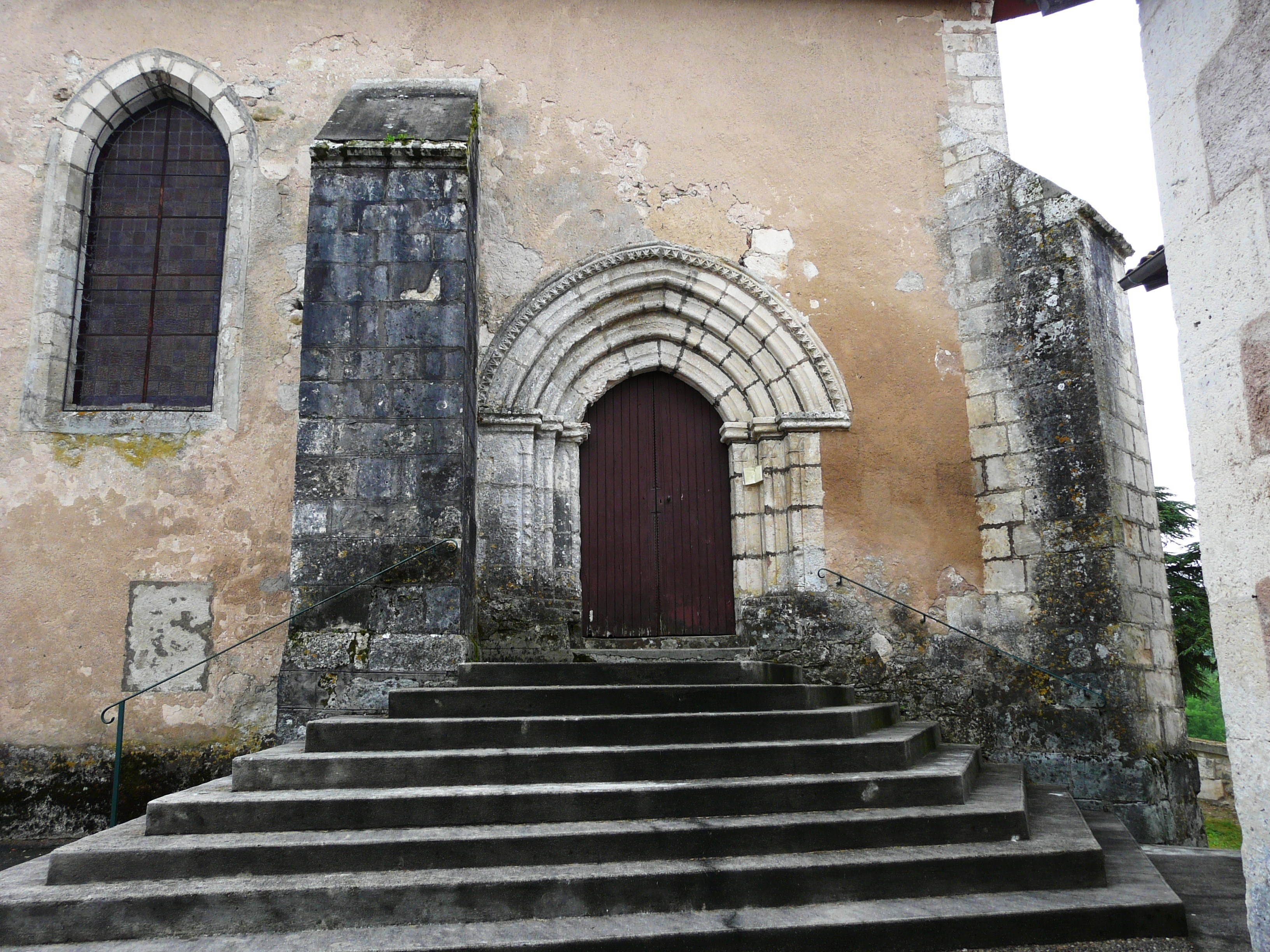
Le portail de l'église.
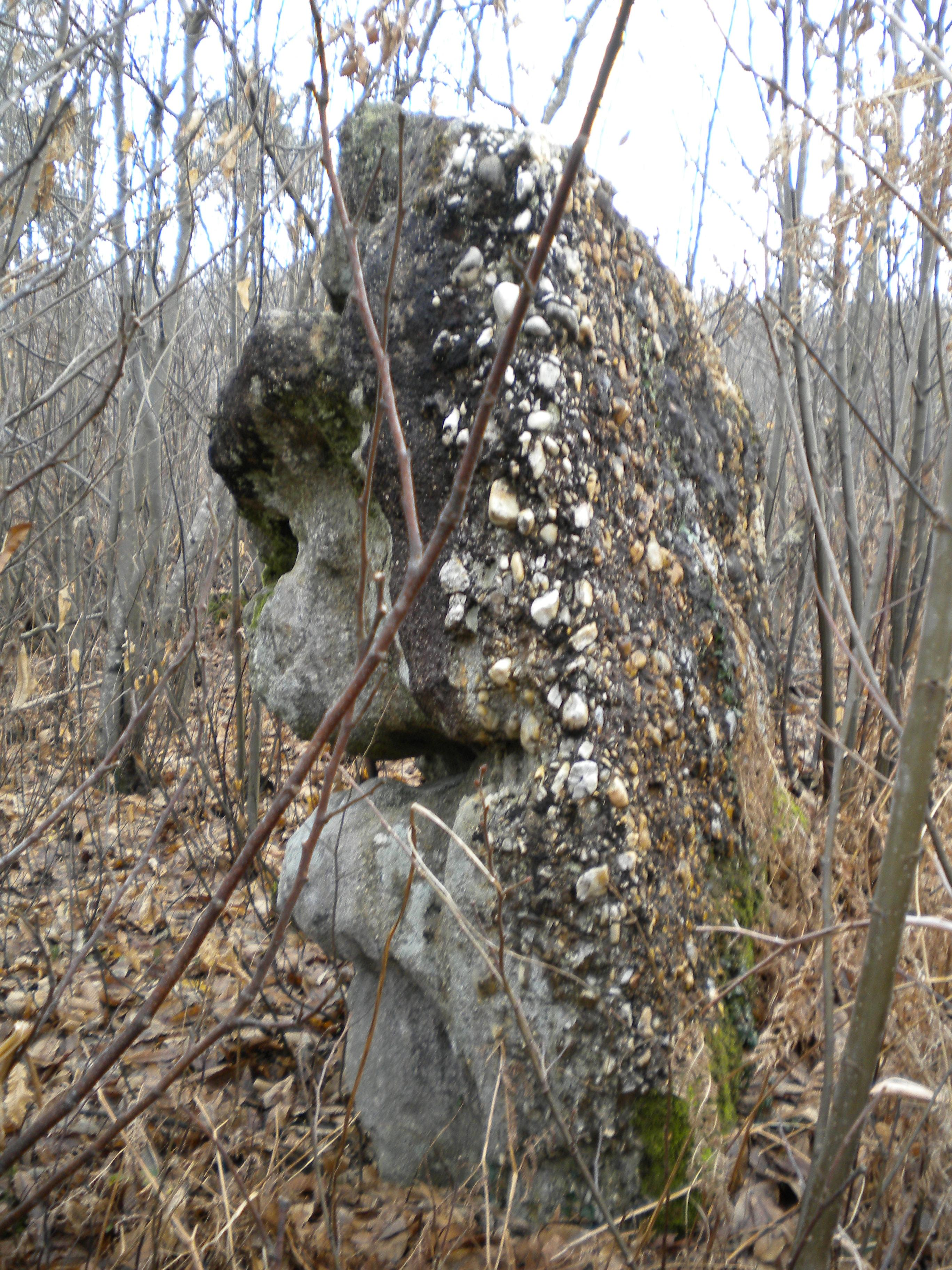
Menhir près de Champredon.
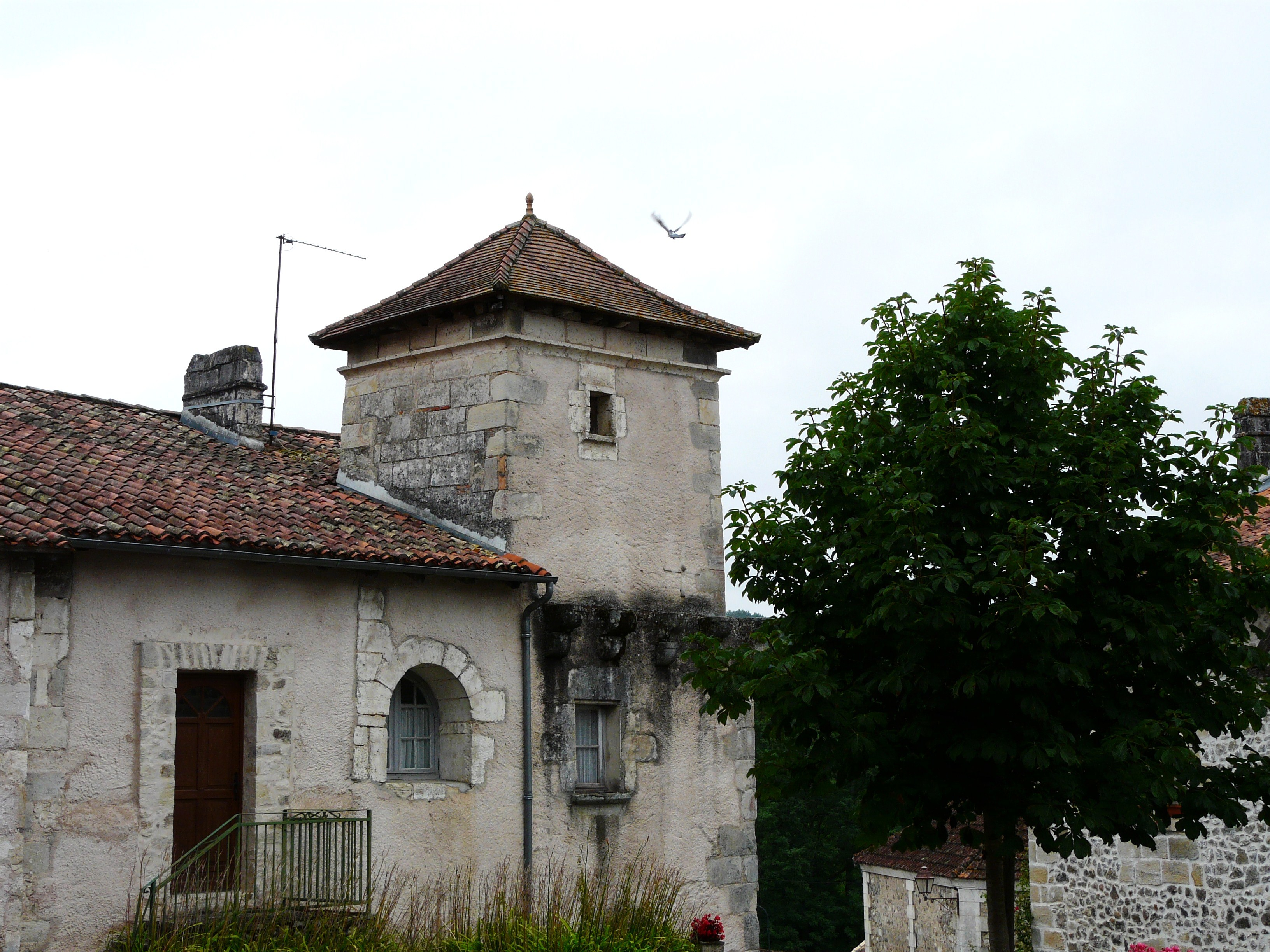
Maison ancienne à côté de l'église.
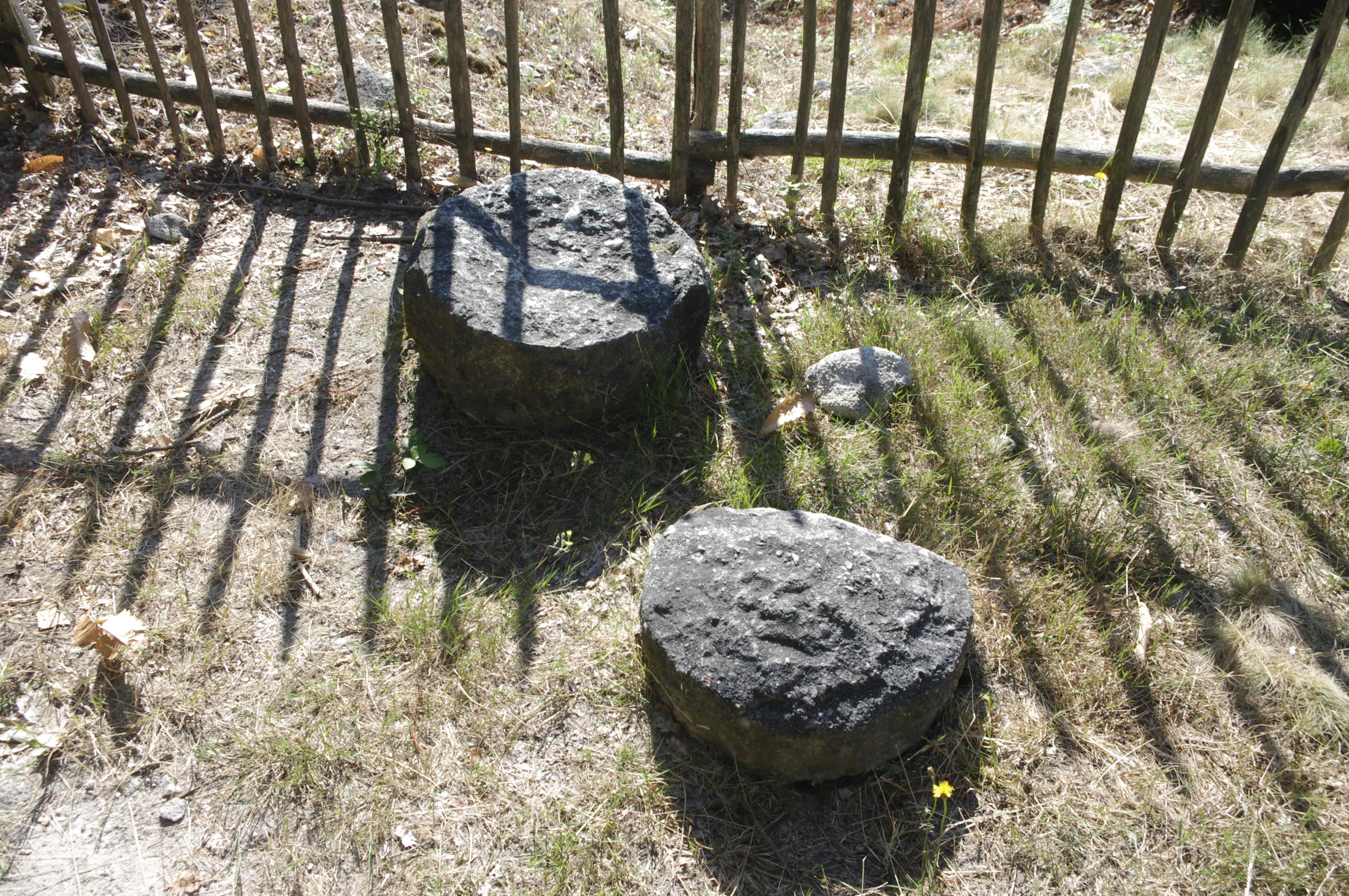
Sentier des meulières.

### Personnalités liées à la commune
- Suzanne Combeaud[37] : ex-chanteuse du groupe rock Pravda, originaire de la commune. Elle s'y est mariée avec Axel Bauer, le 4 juillet 2009, en présence de plusieurs célébrités dont Zazie et Nicola Sirkis[38].